# ماسیمو گیروتو
ماسیمو گیروتو (ایتالیایی: Massimo Ghirotto؛ زادهٔ ۲۵ ژوئن ۱۹۶۱) دوچرخه‌سوار اهل ایتالیا است.

## باشگاهی
از باشگاه‌هایی که در آن رکاب زده‌است می‌توان به تیم دوچرخه‌سواری کاررا اشاره کرد.